# لودویک زامنهوف
لودویک لازاروس زامِنهوف (به لاتین: Ludovicus Lazarus (Lejzer) Zamenhof؛ به لهستانی: Ludwik Łazarz Zamenhof) (۱۵ دسامبر ۱۸۵۹ - ۱۴ آوریل ۱۹۱۷) پزشک لهستانی و آفرینندهٔ زبان بین‌المللی اسپرانتو در سال ۱۸۸۷ است. این زبان متأثر از زبان آلمانی علیا با گویش ییدیش است.
یونسکو سال ۱۹۸۶ را، به پاس خدمات زامنهوف به بشریت و به خاطر ابداع زبان اسپرانتو، سال «زامنهوف» اعلام کرد.
روز اسپرانتو، که مهم‌ترین روز در تقویم بزرگداشت‌های زبان اسپرنتو است و با نام‌های دیگری مانند روز زامنهوف، روز جهانی کتاب اسپرانتو، روز ادبیات اسپرانتو و روز بین‌المللی فرهنگ اسپرانتو نیز به آن اشاره می‌شود، در واقع هر ساله در روز ۱۵ دسامبر، یعنی روز تولد زامنهوف، در سراسر جهان جشن گرفته می‌شود.

## زندگی
لودویک لازاروس زامنهوف در ۱۵ دسامبر سال ۱۸۵۹ در شهر بیالیستوک در لهستان زاده شد. وی نخستین فرزند مارک و روزالیا زامنهوف بود که تا سال ۱۸۷۹ صاحب ۸ فرزند دیگر نیز شدند: چهار پسر دیگر و چهار دختر که بزرگ‌ترین آن‌ها، سارا، در سن ده‌سالگی، در سال ۱۸۷۰ از دنیا رفت.

## زبان اسپرانتو
لودویک لازاروس زامنهوف تنها کسی که زبان ابداعی او، پس از گذشت بیش از یک قرن، همچنان زنده و پویا مانده‌است و در سرتاسر جهان نهادها، گروه‌ها، مجلات، کتاب‌ها، سایت‌های اینترنتی و فرستنده‌های رادیوییِ فراوانی درگیر استفاده و توسعه دادن هرچه بیشتر آن هستند. در حالیکه بسیاری از زبان‌های ملیِ جهان با وجود سابقهٔ چند هزار سالهٔ خود هنوز موفق به ارائهٔ نویسنده‌ای نشده‌اند که نامزد جایزهٔ ادبیِ نوبل گردد، زبان اسپرانتو موفق به کسب شده‌است. در سال ۱۹۹۹، ۲۰۰۰ و ۲۰۰۵ میلادی ویلیام الد، نویسندهٔ اسکاتلندی به پاس تألیف بیش از پنجاه کتاب به زبان عالَم‌گیری که زامنهوف خالق آن بود، نامزدِ دریافت جایزهٔ ادبی نوبل شد. از زمان انتشار زبان اسپرانتو، یعنی سال ۱۸۸۷ تا رخدادِ این واقعه، تنها ۱۱۲ سال گذشته بود.
علل موفقیت زامنهوف و زبانش، تنها طراحی دقیق و متفکرانه اسپرانتو نبوده‌است، بلکه دوراندیشی‌ها و از خود گذشتگی‌های زامنهوف نیز در این‌باره، نقشی کلیدی بر عهده داشته‌است.

### پیدایش انگیزه از دوران کودکی و نوجوانی
زامنهوف هنوز سیزده سال بیش نداشت که در میدان بزرگ شهرش، شاهد مشکلات ناشی از اختلاف زبان‌ها و عوارض ناخواستهٔ آن شده بود. ساکنانِ این شهر چهار زبان مختلف داشتند: لهستانی، آلمانی، عبری و روسی. وی از همان زمان به فکر زبانی مشترک برای کل بشریت افتاد. از آن‌جا که در آن دوران، لهستان تحت سلطهٔ روسیهٔ تزاری قرار داشت، روس‌ها از آموزش زبان لهستانی در مدارس جلوگیری می‌کردند. در سنین کودکی زامنهوف بود که انقلاب لهستان (۱۸۶۵–۱۸۶۳) به‌دستِ قوای روسیه سرکوب شده‌بود.
نمایشنامه‌ای که زامنهوف در سن ده‌سالگی نوشته‌است به‌خوبی نشانگر تأثیر عمیقی است که او از محیط خود، شهر چهازبانهٔ بیالیستوک و داستانی که در تورات آمده، پذیرفته‌است. بنابر داستان برج بابل، بر روی تمامیِ زمین، یک زبان و یک طریقهٔ صحبت کردن وجود داشت و زمانی که گروهی خواستند برجی مرتفع بنا نهند که بلندای آن به آسمان برسد برای جلوگیری از این کار، در زبان ایشان اختلالی ایجاد گردید و چون دیگر قادر به ارتباط برقرار ساختن با یک‌دیگر نبودند، ساختن برج بابل نیز متوقف گشت. در حال حاضر نیز اصطلاح «برج بابل» برای جایی به‌کار می‌رود که به‌خاطر اختلاف زبان‌ها، ایجاد ارتباط با اشکال روبرو است. لودویک در نمایشنامهٔ تراژیک خود که بر اساس داستان برج بابل و در پنج پرده نگاشته‌است، محل وقوع داستانش را شهر بیالیستوک انتخاب می‌کند.
برادر زامنهوف، لئون دربارهٔ او در کتاب خود، به نام «فرازهایی از زندگی‌نامهٔ ل. زامنهوف» می‌نویسد:

درطول سال‌های دبیرستان به مسائل اجتماعی علاقه‌مند گردید. از اوان جوانی در رؤیای حل این‌گونه مشکلات بود ولی مسئله‌ای که بیش از هر مشکل دیگری توجه او را به خود جلب می‌کرد، یافتن راه‌حلی برای مشکل روابط متقابل بین ملیت‌های مختلف بود. همین مسئله بود که او را به سوی آفرینش زبانی بی‌طرف و بین‌المللی ترغیب کرد.

زامنهوف سیزده‌ساله بود که خانواده‌اش به شهر ورشو نقل مکان کردند. در ورشو بود که وی تفکر دربارهٔ اینکه کدام زبان می‌تواند به‌عنوان زبان مشترک تمامیِ انسان‌ها مورد استفاده قرار بگیرد، را شروع کرد. وی ابتدا به زبان‌های یونانی و لاتین علاقه‌مند شد، اما در عمل، دریافت که فراگیریِ این زبان‌ها بسیار مشکل است. از طرف دیگر این موضوع نیز برای وی مشهود بود که هیچ ملتی حاضر به پذیرفتن زبان ملتی دیگر، به عنوان زبان مشترک جهانی، نخواهد شد؛ بنابراین به فکر ایجاد یک زبان فراساخته افتاد.

### شروع آفرینش زبان بین‌المللی
در شانزده‌سالگی، هنگامی که زامنهوف شروع به فراگیری زبان انگلیسی کرد، متوجه شد که دستور زبان انگلیسی از بسیاری جهات نسبت به زبان‌های روسی، فرانسوی، آلمانی یا لهستانی، تا حدود قابل توجهی آسان‌تر است؛ بنابراین او به این نتیجه رسید که ساختن زبانی که دارای دستور زبانی حتی به‌مراتب آسان‌تر از زبان انگلیسی باشد، نیز می‌تواند ممکن شود. او هم‌چنین به این موضوع پی برد که واژگان چنین زبانی را می‌توان از کلمات مشترک در بین زبان‌های گوناگون اتخاذ کرد. زامنهوف شروع به ساختن زبان ابداعی‌اش کرد و دریافت که با بهره‌گیری از وندها (پیشوندها و پسوندها) می‌توان تعداد واژه‌هایی را که باید به حافظه سپرده شود، به‌اندازهٔ قابل توجهی کاهش داد.
در نوزده‌سالگی، شکل اولیهٔ زبان لودویک آماده شده بود. او نام آن را Lingwe Uniwersala (به‌معنی «زبان جهانی») گذاشته بود. او تولد این زبان جدید را در خانهٔ پدری همراه با دوستان دبیرستانی‌اش جشن گرفت. در این جشن، این شعر نیز که به زبان جدید سروده شده بود و به‌وضوح انگیزهٔ زامنهوف را برای خلق زبان بین‌المللی نشان می‌دهد، خوانده شد:
Malamikete de las nacjes

Kado, kado, jam temp’ esta!

La tot’ homoze in familje

Konunigare so deba.
خصومت بین ملت‌ها

هنگام آن است که فروریزد، فروریزد!

کلّ بشریت به سوی خانواده‌ای یگانه

باید خود را وحدت بخشد.

### تحصیلات در مسکو
یک سال پس از این واقعه، زامنهوف برای تحصیل در رشتهٔ پزشکی، راهی مسکو شد. پدرش که فکر می‌کرد پرداختن به زبان بین‌المللی، وقتی برای تحصیل جدی زامنهوف باقی نخواهد گذاشت، از او قول گرفت که کار بر روی زبان‌اش را به‌طور موقت تا پس از اتمام دانشگاه قطع کند. دست‌نویس‌های «زبان جهانی» نیز تا بازگشت لودویک از مسکو، تحویل پدر شد. لودویک مجبور شد دو سال بعد، یعنی قبل از اتمام دانشکده و پیش از موعد به خانه بازگردد. بازگشت او از طرفی به‌دلیل ناتوانی مالی پدرش بود که حال باید خرج تحصیل چندین برادر و خواهر دیگر لودویک را هم تقبل می‌کرد و از طرف دیگر، در مسکو هم لودویک موفق به کسب درآمدی که پاسخ‌گوی نیازهایش باشد، نشده بود.

### بازگشت به لهستان
پس از بازگشت به خانه، زامنهوف دریافت که پدرش در غیاب او تمامیِ دست‌نوشته‌های او در مورد «زبان جهانی» به آتش کشیده و از بین برده‌است؛ اما پایداری و حافظهٔ لودویک و کسب اجازه از پدر در مورد کار مجدد بر روی زبانش، باعث شد که وی به‌زودی دوباره مشغول پروژهٔ زبان بین‌المللی‌اش گردد. این‌بار قرار شد که تا قبل از اتمام تحصیلات، در مورد زبان جدید با کسی صحبت نکند و آن را منتشر نیز نسازد. حال، نام زبان او به Lingvo Universala تغییر شکل داده بود، چرا که وی حرف W را از زبانش حذف کرده بود و تغییرات مهمی را نیز در آن ایجاد کرده بود. به‌این ترتیب وی در سال‌هایی که مشغول به ادامهٔ تحصیل در رشتهٔ پزشکی در ورشو بود، بر روی زبان بین‌المللی‌اش نیز کار می‌کرد، به‌طوری‌که این زبان قبل از اتمام دانشکده، شکل تقریبی زبان اسپرانتوی کنونی را به‌خود گرفته بود.

### کار بی‌وقفه برای بهبود زبان
از این تاریخ به بعد، زامنهوف به‌مدت شش سال، هرروز برای بهبود بخشیدن و آزمایش زبانش در عمل، کار کرد؛ از جمله، دست به ترجمهٔ آثار نویسندگان معروف کشورهای گوناگون زد و آثاری را نیز مستقیماً و به‌صورت اصیل به زبان جدید نگاشت. او مطالب نوشته شده را با صدای بلند برای خود می‌خواند تا ببیند که در عمل چگونه به‌نظر می‌آید. بسیاری از اَشکالی که در تئوری به‌نظرش خوب آمده‌بود، در عمل ثابت شد که نامناسب است. در کاربرد عملی، بعضی از واژه‌ها، ثقیل و برخی بدآهنگ از آب درمی‌آمد. لودویک که با موسیقی و شعر آشنایی داشت و پیانو نیز می‌نواخت، گوش حساسی برای تشخیص این‌گونه ویژگی‌های موسیقایی و آواشناسیِ زبان‌اش داشت:

مجبور بودم بسیاری از واژگان را کوتاه کنم، جایگزین کنم، بهبود بخشم یا حتی از اساس تغییر دهم… برخی از اَشکالی که به‌نظرم باعث غنای زبان می‌گشت، در عمل معلوم شد که مواردی غیرضروری و اضافی است، به‌عنوان مثال، به‌همین ترتیب، چند پسوند را از زبان حذف کردم.

خود زامنهوف در مورد این مدت شش‌ساله چنین می‌نویسد:

هرچند در سال ۱۸۷۸ به‌نظرم رسیده بود که دیگر زبان‌ام کاملاً آماده است، شش سال دیگر برای تکمیل و بهبود این زبان کار کردم.

### پایان تحصیلات
در ژانویهٔ سال ۱۸۸۵ لودویک دانشکده را به پایان رساند و به شهر کوچک وِی‌سِه‌یِه (Vejseje)، که فانی (Fani) بزرگ‌ترین خواهرش به‌همراه شوهر داروخانه‌دار و مریضش زندگی می‌کرد، رفت و در همان‌جا بود که جزوهٔ زبان اسپرانتو آمادهٔ چاپ گردید، ولی تا دو سال بعد، لودویک موفق به یافتن ناشری که حاضر شود روی کتاب او سرمایه‌گذاری کند، نشد. حرفهٔ پزشکی در این شهر کوچک، درآمد چندانی برایش نداشت، چرا که بیش‌ترِ ساکنان این شهر کوچک کشاورزانی بودند که توانِ مالی خوبی نداشتند. در همین‌جا بود که زامنهوف دریافت که تابِ دیدن بیمارانی را که با مرگ دست و پنجه نرم می‌کردند، ندارد و از این رو تصمیم گرفت در رشتهٔ چشم‌پزشکی تحصیل کند؛ بنابراین در ماه مه سال ۱۸۸۵ نزد خانواده‌اش در ورشو بازگشت و تا ماه نوامبر در این رشته تحصیل کرد. سپس برای کار در رشتهٔ چشم‌پزشکی به شهر پلوک رهسپار شد ولی در آنجا نیز درآمدی کافی برای او وجود نداشت و بدین سبب در ماه مه سال ۱۸۸۶ راهیِ وین شد تا تحصیلاتش را در رشتهٔ چشم‌پزشکی تمام کند. در نوامبر همان سال به ورشو بازگشت و یک درمانگاهِ چشم‌پزشکی در همان خیابانی که خانواده‌اش ساکن بودند، افتتاح کرد.
در سال ۱۸۸۶ با کلارا زیلبرنیک آشنا شد. پس از نامزدی ایشان، پدر کلارا، الکساندر زیلبرنیک، که مانند پدر زامنهوف دارای ۹ فرزند بود، هزینهٔ چاپ نخستین جزوهٔ معرفی زبان اسپرانتو را با نام کتاب اول (Unua Libro) که به زبان روسی نگاشته شده بود تقبل کرد و به این ترتیب زبان اسپرانتو برای اولین بار در سال ۱۸۸۷ منتشر گشت. به‌عبارت دیگر، کلارا، همسر زامنهوف، کل جهیزیه‌اش را با دست و دلبازیِ تمام برای انتشار کتاب اولِ اسپرانتو بخشید.

## شخصیت زامنهوف
زامنهوف عقیده داشت که زبان تنها یک وسیله یا ابزار ارتباطی بین انسان‌ها است و نباید با مرام یا مسلکی خاص پیوند یابد (بی‌طرفی سیاسی، مذهبی، نژادی و ملیتیِ اسپرانتو). به‌همین سبب، شخص زامنهوف بیانیهٔ ۱۹۰۵ را نگاشت و آن را در نخستین کنگرهٔ جهانیِ اسپرانتو (۱۹۰۵) به تصویب رساند که در واقع تا به امروز نیز بنیاد دوم اسپرانتو – و به‌عنوان اساسی مستحکم برای پیشبرد نهضت اسپرانتو در دنیا - محسوب می‌گردد.
منش منطقی او، هنگامِ مبارزه در برابر اصلاح‌گران، حتی بیشتر نیز نمایان گشت. زامنهوف همیشه به کامل نبودن اسپرانتو اذعان داشت ولی به‌نظر او، اصلاحاتِ مداوم نیز می‌توانست باعث نابودی کل زبان گردد: طرح‌های اصلاحی به سلیقهٔ تک‌تک افراد بستگی پیدا می‌کرد و چنانچه اصلاحات شروع می‌شد، هیچ‌گاه امکان برآورده ساختن خواست‌های همگان میسر نمی‌گشت و بالاجبار می‌بایست به‌طور پیوسته به انجام اصلاحات، یکی پس از دیگری، تن داد.